# Хилтон, Дейзи и Виолетта
Дейзи и Виолетта Хилтон (5 февраля 1908, Брайтон, Восточный Суссекс — 4 января 1969, Шарлотт, Северная Каролина)— американские сиамские близнецы английского происхождения, гастролировавшие в 1930-е годы по всей территории Соединённых Штатов как участницы водевилей и представлений бродячих цирков.

## Биография
Сёстры Хилтон родились в Брайтоне, Восточный Суссекс, Англия, 5 февраля 1908 года. Их мать, Кейт Скиннер, была незамужней буфетчицей. Сёстры родились сросшимися в области бёдер и ягодиц; они имели общую систему кровообращения и слитый таз, но не имели соединения в области жизненно важных органов. Работодательница Скиннер, Мэри Хилтон, которая помогала последней при родах, видимо, увидела в девочках перспективу коммерческой выгоды, поэтому фактически купила их у матери и взяла их под свою опеку. Девочки сначала жили в баре Queens Head в Брайтоне, но позже переехали в бар Evening Star.
Согласно автобиографии сестёр, Мэри Хилтон с мужем и дочерью держали их под строгим контролем и часто применяли по отношению к ним физическое насилие; девочки должны были называть Мэри «тётя Лу», а её мужа «сэр». Они обучали девочек пению и танцам.
Медицинское сообщение об их рождении и описание близнецов было опубликовано в журнале British Medical Journal доктором Джеймсом Огастесом Рутом, лечащим врачом их матери во время их рождения. Он сообщил, что впоследствии Суссекское медико-хирургическое общество обсуждало возможность их разделения, но его члены единогласно высказались против, так как считали, что операция совершенно точно приведёт к гибели по крайней мере одного из близнецов. Он также отметил, что сёстры Хилтон были первыми сиамскими близнецами, родившимися в Великобритании, которые выжили в течение более чем нескольких недель.

## Карьера
Сёстры Хилтон в возрасте до трёх лет гастролировали по Англии как «соединённые близнецы». Затем Мэри Хилтон взяла их в турне по Германии, Австралии и США. В традиционной манере выступлений уличных шоу их выступление сопровождалось выдуманной «историей». Их опекуны забирали себе все деньги, которые сёстры зарабатывали. В 1926 году комик Боб Хоуп придумал номер под названием Dancemedians с сёстрами Хилтон, в котором они танцевали подобие степа.
Когда Мэри умерла в Бирмингеме, штат Алабама, её дочь Эдит и её муж Майер Майерс продолжили зарабатывать деньги на девушках. В 1920-х годах они переехали в США, где деньги, полученные ранее от выступлений близнецов, позволили им купить особняк в стиле Фрэнка Ллойда Райта в Сан-Антонио, Техас. Вместе с тем они продолжали обучать сестёр пению и танцам, а также учили их играть джазовую музыку на кларнете и саксофоне. Так продолжалось вплоть до начала 1930-х годов; в это время сёстры дружили с Бобом Хоупом и известным иллюзионистом Гарри Гудини, который поддерживал их стремление отделять себя друг от друга хотя бы мысленно.
Ища общения вне дома Майерсов, сёстры сильно сблизились со своим агентом Уильямом Оливером, что в итоге привело к скандалу: жена Оливера подала на развод, а заодно — и судебный иск против сестёр, которых подозревала в связи с мужем, проводившим с ними очень много времени. Эдит Мейерс позволила сёстрам быть ответчицами, так как они уже достигли возраста 21 года и были правоспособными. Воспользовавшись ситуацией, их адвокат Мартин Дж. Арнольд помог сёстрам Хилтон освободиться от власти Мейерсов: в январе 1931 года они наконец-то получили свободу и 100000 долларов в качестве компенсации.
После этого сёстры оставили уличные шоу и стали участвовать в водевилях как The Hilton Sisters' Revue. Дейзи покрасила свои волосы в светлый цвет, и они стали носить разные наряды, чтобы их можно было отличить друг от друга. У них были многочисленные романы, неудачные попытки получить разрешение на брак и несколько всё-таки заключённых, но коротких браков. В 1932 году близнецы появились в роли самих себя в фильме «Уродцы». В 1951 году они снимались в Chained for Life, эксплуатационном фильме по мотивам их жизни.

## Дальнейшая жизнь и память
Последнее публичное появление сестёр Хилтон состоялось в 1961 году в автокинотеатре в Шарлотте, Северная Каролина. Их тур-менеджер оставил их там, и ввиду неимения транспортного средства или доходов, поскольку они не имели никакой работы, они были вынуждены устроиться клерками в соседний продуктовый магазин.
4 января 1969 года, после того как они не вышли на работу и не ответили по телефону, их начальник позвонил в полицию. Близнецы были найдены мёртвыми в своём доме, они стали жертвами гонконгского гриппа. По данным судебно-медицинской экспертизы, Дейзи умерла первой, Виолетта погибла через два или четыре дня. Они были похоронены на Западном кладбище Форест-Лоуна.
В 1997 году был поставлен бродвейский мюзикл по мотивам жизни сестёр, Side Show, на слова Билла Расселла и музыку Генри Кригера, который получил четыре номинации на премию Тони.
В их честь был назван Brighton & Hove 708 (YP58 UGH), автобус Scania OmniCity DD 2009 года выпуска, который в настоящее время курсирует по шоссе 27 (Westdene Park & Ride - Saltdean) в их родном городе.
В мае 2018 года было объявлено, что городской совет Брайтона и Хоува и нынешний владелец дома, в котором родились близнецы, договорились о том, что на территории можно установить памятную синюю доску.
26 мая 2022 года на Райли-роуд 18 была открыта памятная доска, посвященная Вайолет и Дейзи Хилтон.